# Jan Hajec
Jan Hajec (ur. 1 grudnia 1891 w Książnicach, zm. 5 lipca 1916 pod Kościuchnówką) – porucznik piechoty Legionów Polskich, kawaler Orderu Virtuti Militari.

## Życiorys
Urodził się w rodzinie Jana i Marianny. Kształcił się w gimnazjum w Krakowie, a w 1910 roku rozpoczął studia na Wydziale Prawa Uniwersytetu Jagiellońskiego w Krakowie. W 1911 zatrudnił się na stanowisku urzędnika adwokackiego w Mielcu . 
Był członkiem mieleckiego Towarzystwa Gimnastycznego „Sokół” oraz szkolił swoje umiejętności bojowe podczas ćwiczeń sportowo-obronnych drużyn sokolich. W 1913 roku  przeprowadził się do Nowego Targu, gdzie utworzył drużynę strzelecką w ramach Polskich Drużyn Strzeleckich i jednocześnie ukończył kurs podoficerski.
Po wybuchu I wojny światowej, jako zastępca komendanta okręgu Polskich Drużyn Strzeleckich, przyprowadził drużynę do Krakowa. Po utworzeniu Legionów Polskich jego drużyna weszła w skład II batalionu 1 pułku piechoty, a później 5 pułku piechoty I Brygady Legionów i uczestniczyła w bitwach pod Nowym Korczynem i 23 IX Opatowcem, gdzie został ranny, Krzywopłotami (16–19 XI), Łowczówkiem (22–25 XII), nad rzeką Nidą (3 III–11 V 1915), pod Włostowem, Kozinkiem i Swojkowem (11–23 V), Konarami (23 V–23 VI), Korsami i Stróżami (23–27 VI), Tarłowem (1–21 VII), Janowem i Zemborzynem (2 VII), Wyżnianką (7–11 VII), Urzędowem (16-19 VII), Bobinem (24–30 VII), Jastkowem (30 VII–2 VIII), Majdanem Krasienińskim (3 VIII), Kamionką i Siedliskami (4–8 VIII), Ciepielami i Maniewiczami (24 VIII), Zarzeczem i nad rzeką Stochód (16–19 IX), pod Kopczą i Czebeniem (20–28 IX), Stowyhorożem (1–6 X), pod Koszyszczami (10 X – 27 XI), ponownie Stowyhorożem (27 XI–10 XII), Jeziercami (11 II – 20 IV 1916) . 16 grudnia 1915 został mianowany porucznikiem.
5 lipca 1916 poległ w bitwie pod Kostiuchnówką, „do ostatniej chwili świecąc żołnierzom swoim bezprzykładnym bohaterstwem wśród niszczącego ognia huraganowego – padł na polu chwały rozerwany granatem” - jak napisano we wniosku o odznaczenie Hajca orderem Virtuti Militari. Pochowany został na cmentarzu wojskowym na Wołyniu . 

## Ordery i odznaczenia
Pośmiertnie odznaczono go :
- Krzyż Srebrny Orderu Virtuti Militari nr 6472
- Krzyż Kawalerski Orderu Odrodzenia Polski
- Krzyż Niepodległości – 19 grudnia 1930 „za pracę w dziele odzyskania niepodległości”[4]
- Złoty Krzyż Zasługi